# گونجیک
گونجیک یکی از روستاهای استان آذربایجان شرقی است که در دهستان گویجه بل بخش مرکزی شهرستان اهر واقع شده‌است.این روستا ۷۵۱ نفر جمعیت دارد.